# أبو علي حسن بن علي بن جعفر بن مكولا
أبو علي حسن بن علي بن جعفر بن مكولا (الفارسية: ابو علی حسن بن علی بن جعفر بن ماکولا؛ 1026-1031 م) كان رجل دولة فارسيًا من آل ماكولا، وكان وزيرًا لجلال الدولة من عام 1026 إلى عام 1031.
وُلد أبو علي الحسن سنة 976/977م. وفي عام 1026م، خلف ابن عمه أبو سعد عبد الواحد وزيرًا للحاكم البويهي جلال الدولة. وفي عام 1030م تولى قيادة أسطول مكون من 1300 سفينة بهدف الاستيلاء على البصرة من أبي كاليجار، ولكن الحملة كانت كارثية وانتهت بهزيمة كاملة. وبعد ذلك قُبض عليه، ولكن أُفرج عنه سريعًا. تُوفي في العام التالي في الأهواز نتيجة نزاع عائلي. وخلفه أخوه الأكبر أبو القاسم هبة الله.